# Egiin Gol
Der Egiin gol (mongolisch Эгийн гол, deutsch ‚Eg’scher Fluss‘, russisch Эгин-Гол) ist der wasserreichste linke Nebenfluss der Selenge (Selenga) mit mindestens 535 km Länge. Im Norden der Mongolei (Asien) entwässert er den größten Süßwassersee des Landes, den Chöwsgöl Nuur, und durchfließt dann ein waldreiches Gebirgsland, dessen Talböden von Kurzgrassteppe eingenommen sind und als Weideland für die großenteils nomadisch lebende Bevölkerung dienen.

## Verlauf
Das Quellgebiet des größten der rund 90 Zuflüsse des Chöwsgöl Sees stellt zugleich das eigentliche Quellgebiet des Egiin Gol dar. Der Yihe Horo Gol entspringt am Südfuß eines über 3100 m hohen Gipfels im östlichen Sajangebirge. Nach Verlassen des 1645 Meter hoch gelegenen Sees bei Chatgal (bis 1933 Hauptort der Provinz Chöwsgöl) fließt der Egiin Gol südwärts und gelangt in etwas niederschlagsärmeres Gebiet (im Mittel rund 250 mm/a) mit teilweise leicht salzigen Seen. Vor einer niedrigen Anhöhe, die das Tal von der tiefer liegenden Ebene um Mörön trennt, wendet sich der Fluss scharf nach Ostnordost und durchfließt in 300 bis 500 Meter tiefem Tal ein bis 2700 Meter hohes Bergland mit meist mittelgebirgsartigem Relief. Unterhalb des Ortes Erdenebulgan trifft der Egiin Gol auf den von links kommenden, gut doppelt so wasserreichen Üür. Dennoch bleibt der Name des Egiin Gol erhalten, der somit auf die südöstliche Fließrichtung des Üür einschwenkt. Das nun im Bulgan-Aimag verlaufende, windungsreicher und enger werdende Tal ist bis zur Einmündung in die hier nur geringfügig größere Selenga sehr verkehrsfern. Bedingt durch die hier höheren Jahresniederschlagssummen (bis 400 mm/a) ist das Tal nahezu geschlossen von borealem Nadelwald bedeckt.

## Einzugsgebiet und Naturraum
Angesichts der hydrologischen Dominanz des Nebenflusses Üür wird das Einzugsgebiet oft als Eg-Üür-Gebiet bezeichnet („Eg-Üür-Watershed“). Trotz der geringeren Wasserführung hat der Egiin Gol am Zusammenfluss mit rund 22.500 km² ein größeres Teil-Einzugsgebiet als der Üür mit rund 12.300 km². Der geringere Gebietsabfluss des oberen Egiin Gol ist bedingt durch die etwas geringeren Niederschläge, das weniger steile Relief und vor allem durch die große Verdunstungsfläche des Chöwsgöl-Sees.
Das Abflussregime des Flusses ist wesentlich geprägt durch die Lage des Einzugsgebietes im kalt-semiariden kontinentalen Klima Innerasiens mit Dauerfrostboden in geringer Tiefe. Als mittlere Temperatur der Wintermonate wird −20 °C angegeben und als mittlere Temperatur der Sommermonate 15 bis 20 °C. Anfang November bildet sich Eis auf dem Egiin Gol, der über den Winter durchfriert. In der Tauperiode, in der Regel ab Mitte Mai, können mehrfach starke Hochwässer vorkommen. Die Abflüsse konzentrieren sich auf die Sommermonate (50–70 %) und das Frühjahr (20 %).
Im Einzugsgebiet sind tiefgründige, fruchtbare Böden entwickelt, in den Grasländern oft Kastanoseme, in den niederschlagsreicheren Höhen eher Podsole. Das Gebiet des Egiin Gol umfasst das größte Taiga-Areal der Mongolei und zugleich 10 % der gesamten Waldfläche des Landes mit typischen Arten wie Sibirischer Zirbelkiefer, Sibirischer Lärche oder Hänge-Birke. Es beherbergt Rentier, Sibirisches Moschustier, Taimen (größter Lachsfisch), Großtrappe, Schwanengans, Schwarzstorch und Kaiseradler. Um den Zusammenfluss mit dem Üür hat sich ein Gebiet außergewöhnlich hoher Biodiversität entwickelt.

## Kultur und Wirtschaft
Am unteren Egiin Gol wenig oberhalb der Mündung in die Selenge befinden sich archäologische Grabungsstätten, deren bedeutendste eine Nekropole der Xiongnu ist mit über hundert Grabstätten aus fünf Jahrhunderten seit dem dritten Jahrhundert v. Chr. Diese Grabungen waren teilweise als Notgrabungen begonnen worden, da ab etwa 1990 geplant war, den Egiin Gol zur Energiegewinnung und Hochwasserregulierung aufzustauen. Das Flussgebiet des Egiin Gol ist im Bereich des Chöwsgöl Nuur bereits in einfacher Weise touristisch erschlossen. Außerdem wird der Flusslauf unterhalb des Zusammenflusses mit dem Üür zunehmend im Rahmen eines mehrtägigen Angler-Ferntourismus aufgesucht.